# Jack MacKenzie
Jack MacKenzie (Aberdeen, 4 luglio 2000) è un calciatore scozzese, difensore del Plymouth.

## Carriera
Cresciuto nel settore giovanile dell'Aberdeen, nell'ottobre 2020 passa in prestito al Forfar Athletic, club di terza divisione, fino al termine della stagione. Nel gennaio 2021, dopo 14 presenze complessive tra campionato e coppa, viene interrotto il prestito e fa ritorno all'Aberdeen. Esordisce con i Dons il 20 marzo 2021, disputando l'incontro di Scottish Premiership perso per 1-0 contro il Dundee Utd. Il 29 marzo 2021 estende il suo contratto che lo lega all'Aberdeen fino al 2023.

## Statistiche

### Presenze e reti nei club
Statistiche aggiornate al 17 maggio 2025.
| Stagione        | Squadra         | Campionato      | Campionato | Campionato | Coppe nazionali | Coppe nazionali | Coppe nazionali | Coppe continentali | Coppe continentali | Coppe continentali | Altre coppe | Altre coppe | Altre coppe | Totale | Totale |
| Stagione        | Squadra         | Comp            | Pres       | Reti       | Comp            | Pres            | Reti            | Comp               | Pres               | Reti               | Comp        | Pres        | Reti        | Pres   | Reti   |
| --------------- | --------------- | --------------- | ---------- | ---------- | --------------- | --------------- | --------------- | ------------------ | ------------------ | ------------------ | ----------- | ----------- | ----------- | ------ | ------ |
| 2020-feb. 2021  | Forfar Athletic | SL1             | 10         | 0          | CS+CdL          | 1+3             | 0               |                    | -                  | -                  |             | -           | -           | 14     | 0      |
| feb.-giu. 2021  | Aberdeen        | SP              | 6          | 0          | CS+CdL          | 0               | 0               | UEL                | -                  | -                  |             | -           | -           | 6      | 0      |
| 2021-2022       | Aberdeen        | SP              | 20         | 1          | CS+CdL          | 1+0             | 0               | UECL               | 6                  | 0                  |             | -           | -           | 27     | 1      |
| 2022-2023       | Aberdeen        | SP              | 18         | 0          | CS+CdL          | 0+1             | 0               |                    | -                  | -                  |             | -           | -           | 19     | 0      |
| 2023-2024       | Aberdeen        | SP              | 27         | 1          | CS+CdL          | 4+2             | 0               | UEL+UECL           | 1+4                | 0                  |             | -           | -           | 38     | 1      |
| 2024-2025       | Aberdeen        | SP              | 25         | 0          | CS+CdL          | 2+7             | 0+1             |                    | -                  | -                  |             | -           | -           | 34     | 1      |
| Totale carriera | Totale carriera | Totale carriera | 106        | 2          |                 | 21              | 1               |                    | 11                 | 0                  |             | -           | -           | 138    | 3      |

## Palmarès
- Coppa di Scozia: 1

Aberdeen: 2024-2025